# Gourma
Gourma is een van de 45 provincies van Burkina Faso. De hoofdstad is Fada N’gourma.

## Bevolking
In 1996 leefden er 221.956 mensen in de provincie. In 2019 waren dat er naar schatting 437.000.

## Geografie
Gourma heeft een oppervlakte van 11.117 km² en ligt in de regio Est.
De provincie is onderverdeeld in 6 departementen: Diabo, Diapangou, Fad N’gourma, Matiacoali, Tibga en Yamba.

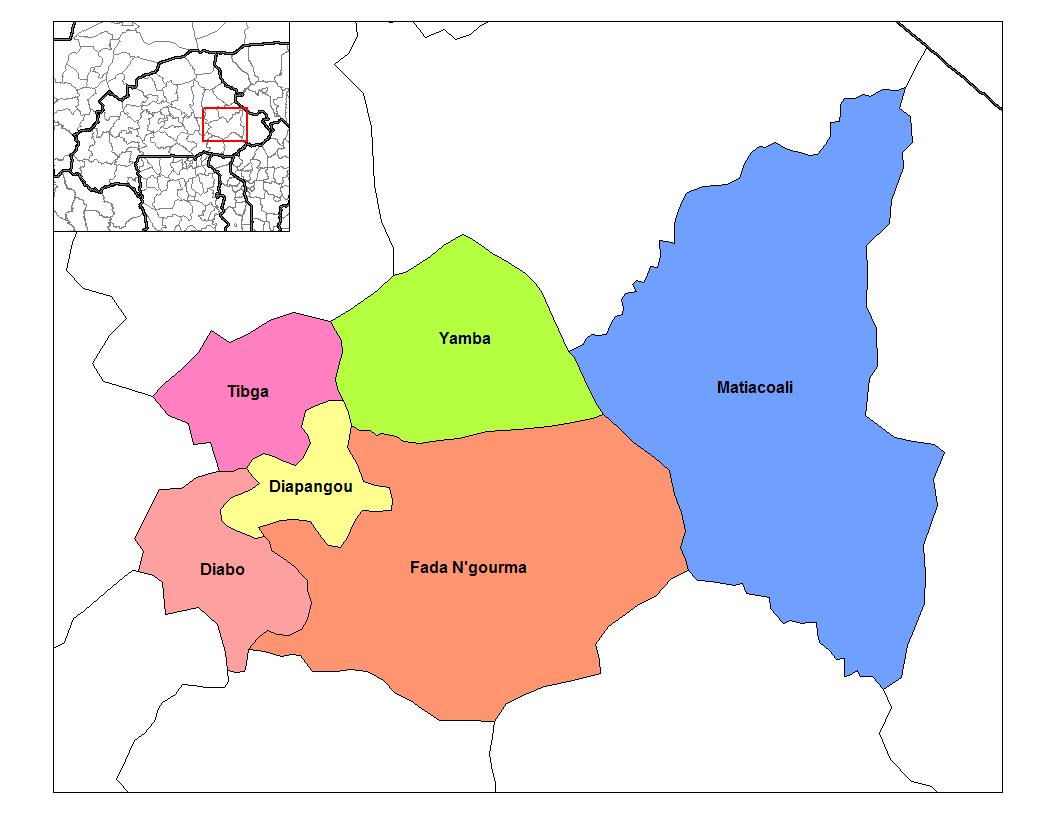
Departementen van Gourma

Balé · Bam · Banwa · Bazéga · Bougouriba · Boulgou · Boulkiemdé · Comoé · Ganzourgou · Gnagna · Gourma · Houet · Ioba · Kadiogo · Kénédougou · Komondjari · Kompienga · Kossi · Koulpélogo · Kouritenga · Kourwéogo · Léraba · Loroum · Mouhoun · Nahouri · Namentenga · Nayala · Noumbiel · Oubritenga · Oudalan · Passoré · Poni · Sanguié · Sanmatenga · Séno · Sissili · Soum · Sourou · Tapoa · Tuy · Yagha · Yatenga · Ziro · Zondoma · Zoundwéogo